# 윤원선
윤원선(尹源善, 1910년 10월 27일 - 1971년 12월 16일)은 일제강점기의 관료이자 기업인, 방송인, 대한민국의 행정공무원, 정치인, 기업인이었다. 윤치소와 이범숙의 셋째 아들이자, 대한민국의 서울특별시장, 상공부 장관, 4대 대통령 등을 역임한 윤보선의 동생이다.
일본에 유학 동경고등원예학원(도쿄농과대학의 전신)을 졸업하고 귀국했다. 1935년 조선총독부 농림국 임정과 직원으로 임용되었고, 방송 등에 출연하여 원예 강좌를 진행하였다. 1948년 8월 광복 직후 정부수립과 동시에 내무부 건설국 서무과장, 1950년 10월 서울 환도 직후에 경기도청 내무국장, 1953년 상공부 특허국 심사관 등을 역임했다. 한때 한국운수의 중역으로도 활동했고, 1960년 경기도지사를 지냈다.
내무부 장관, 서울시장 윤치영의 조카, 구한말의 개혁자 윤치호의 당조카이며, 제4대 대통령 윤보선의 친동생이자 가수 남궁연의 외종조부이기도 하다. 흥선헌의대원왕 이하응의 장손인 이준용의 서녀 사위이기도 하다. 호는 활천(活泉)이다. 본관은 해평(海平)이다.

## 생애

### 출생과 초기 활동
1910년 10월 27일 경성부 종로구 안국동에서 가선대부, 중추원참의 등을 지낸 윤치소(尹致昭)와 중추원의관 이봉하(李鳳夏)의 딸 이범숙(李範淑)의 여섯째 아들로 태어났으며, 서울특별시장과 대한민국의 대통령을 역임한 윤보선(尹潽善)은 그의 친형이었다.
이승만의 미국 독립운동 측근이자 내무부 장관, 서울특별시장을 지낸 윤치영(尹致暎)은 그의 삼촌이었다. 한국 최초의 병리학자, 해부학자의 한 사람이며 서울대학교 의과대학 병리학 교수, 서울대학교 부총장과 총장을 역임한 윤일선은 그의 백부 윤치오의 장남으로, 사촌 형이었다. 조선 말의 개혁사상가, 민권운동가 좌옹 윤치호(尹致昊)는 그의 5촌 당숙이었다.
어머니 이범숙은 전주이씨로 세종대왕의 넷째 아들 광평대군 이여의 후손이었다.
그의 집안은 조선 중기의 형제 정승 윤두수, 윤근수 가문의 후예였으나 5대조 윤발이 관직을 얻지 못했고, 수원성 부지에 편입되면서 윤발은 충청남도 천안군으로 낙향했다. 고조부 윤득실은 통덕랑에 그쳤다. 고조부 윤득실의 셋째 아들인 증조부 윤취동이 충청남도 아산에 대농토를 마련했고, 할아버지 윤영렬, 종조부 윤웅렬 형제가 무관이 되면서 가세를 일으켰다. 그가 태어날 무렵부터 어린 시절, 아버지 윤치소는 관직을 사퇴하고 기업인으로 활동했다. 아버지 윤치소는 그의 5촌 윤치호에 의하면 이재에 능한 인물이라 한다. 윤치소는 경성방직 등의 기업의 주주로도 활동했다. 13년 연상의 맏형 윤보선, 9년 연상의 윤완선, 5년 연상인 누나 윤예경 외에도 3명의 친형이 더 있었으나 요절한 것으로 추정된다. 남동생 한선, 여동생 의경, 남동생 형선, 여동생 계경이 더 태어났다.
그의 당숙 윤치호는 자신의 사촌의 아들들 중 그가 외모가 잘생겼다고 한다. 윤치호는 1934년 11월 6일의 일기에 사촌의 아들들 중 그가 가장 잘생겼다고 기록했다.
재동보통학교에 입학, 재동보통학교 재학 중 1926년 1월 17일 조선체육협회가 주관한 한강 빙상 경기에 출전하여 학동부문 최종 결승전에서 3위로 도착했다. 재동보통학교를 졸업하고 일찍이 일본으로 유학, 동경고등원예학원(東京高等園藝學院)과 도쿄농과대학(東京農科大學)을 수학했다. 일본 유학중이던 1929년 8월 11일부터 8월 13일까지 원산 송도원에서 개최된 수영강습에 동생 윤한선과 함께 참가, 만기 수료일 수영대회에서 윤한선은 5급, 윤원선은 6급을 받았다.

### 관료 활동과 방송 출연
도쿄농대를 졸업하고 귀국, 1933년 조선총독부 농림국 임정과(林政課) 농림촉탁으로 임용되고, 1941년까지 근무하였다. 1934년 11월 19일 그해 경성여자고보를 졸업한 영선군 이준용의 서녀 이진완과 약혼, 그해 12월 20일 경성부 장곡천정교회에서 결혼하였다. 그의 결혼은 신문과 언론에 보도되었다. 이진완은 1933년 3월 24일 경성여자고등보통학교를 졸업했다. 이진완은 흥선대원군 이하응의 증손녀였고, 장인 영선군 이준용의 양자가 된 운현궁가 종주 이우는 그의 양 처남이 되었으며, 박영효와도 인척관계가 되었다. 그 해에 그의 의붓처남 이우 역시 결혼하였다.
결혼식 피로연은 결혼식 당일 12월 20일 경성부 종로방 명월관(明月館)과 12월 22일 경성부 중구 장곡천정(長谷川町, 현 소공동) 조선호텔에서 열렸는데, 이는 그의 5촌 당숙 윤치호가 12월 20일자 일기와, 12월 22일자 일기에 조선호텔 방문을 기록한 일기를 통해 알려졌다. 12월 20일 명월관에는 하객 5백 명이 왔는데 윤치호에 의하면 그 중 150명은 불청객이라 한다. 신부가 흥선대원군의 증손녀이기에 정관계, 재계 인사들이 여러 명 그의 결혼식장을 찾거나 축의금을 보냈지만, 윤치호에 의하면 민병석, 윤덕영, 이재곤 등은 그의 결혼식장에 참석하지 않았으며, 원인은 알 수 없다.
1935년 6월에는 경성원예전수학원(京城園藝專修學園)에서 주최하는 가정부인원예강좌(家庭婦人園藝講座)에도 출강하였다. 6월 23일부터, 6월 24일, 6월 25일 JODK 방송의 오후 원예강좌에 출연하였다. 1935년 12월 2일 오후 6시 태서관(太西館)에서 조선중앙일보에서 주관하는 과학좌담회에 식초과학부문의 연사로 참여했다.
1938년 당시 경성부 서대문구 죽첨정(후일의 서울특별시 서대문구 충정로 3가) 3-3번지에 거주 중이었다. 1938년 9월 11일 오전 7시 그의 집에 주소 불명의 성소남(成小男, 당시 15세), 고필성(高弼星, 당시 14세) 외 3명 총 5명의 소년 강도가 그의 집 담장을 넘다가 서대문경찰서 형사에게 검거되었다. 1939년 다시 조선총독부 농림국 임정과 농림촉탁직원이 되었다가, 1941년 농림국 임정과 주사가 되었다.

### 태평양 전쟁 기간 중 활동
1941년 농림국 임정과 농림촉탁이 되었다. 1941년 5월 당시 창씨개명이 실시되자 그의 집안과 가문에서는 성씨를 이토(伊東, 이동)으로 단체로 창씨개명하였다. 당시 윤치영, 윤덕영 등은 문중 회의에서 창씨개명을 반대하였다. 그러나 윤원선과 그의 형 윤보선 등 몇명은 창씨개명을 거부하고 본명을 사용하였다. 1942년 조선총독부 농림국 임정과 농림 촉탁직원이었다. 그가 언제 조선총독부 농림국을 사퇴했는지, 사직 시점은 알려진 것이 없다.
1943년 7월 12일 마루야마 요시히(丸山喜久) 등의 강원제약주식회사(江原藥業株式會社) 이사가 되고, 7월 19일 박창훈(朴昶勳)의 강릉약업주식회사(江陵藥業株式會社)의 이사로 참여했다. 1944년 7월 24일 강릉약업주식회사가 윤덕기(尹德基)가 인수하자 이때에도 강릉약업의 이사로 참여하였다. 이때 모두 명의는 본명인 윤원선으로 나타난다. 1945년 7월 김을한과 함께 조선을 방문한 이우를 방문, 그로부터 미군의 공습 소식을 접하였다.

### 광복 이후
해방 이후 강원생약통제주식회사(江原生藥統制株式會社)에 입사, 상무 취체역으로 근무하였다. 1948년 8월 정부 수립과 동시에 다시 공직에 임용, 서기관 내무부 건설국 서무과장, 1949년 3월 4일 다시 서기관과 건설국 서무과장에 유임되었다.
1950년 10월 서울 환도 직후에 경기도청 내무국 서기관이 되고, 10월 15일 내무국장 최유복(崔惟福)의 황해도 내정국장 전출로 경기도청 내무국장이 되었다. 6.25 전쟁 중 부산으로 피난갔다. 서울이 수복되자 경기도청으로 복귀했으며, 그의 가족은 계속 부산에 체류 중이었다. 1951년 6월 23일부터 6월 25일 수원역에 도착, 경기도 북부 지역, 한강 이북 지역 농어민의 복귀, 수송을 지도, 감독하였다. 그가 파견된 이유는, 한강까지 걸어서 간 사람들을 도강시키지 않아서였다.
1952년 당시에는 경기도청 내무국장으로 재직 중이었다. 1952년 2월 19일 경기도에 군인가족원호지원금 5천 6백만원이 교부되자, 경기도청 내무국장으로 경기도지역 군인가족원호금 지출관에 임명됐다. 1952년 7월 1일 경기도지사를 대신하여 포천군청 회의실에서 지구별 시장군수회의를 주관, 포천군수, 양주군수, 가평군수, 고양군수, 파주군수 및 포천군 각 면장, 학교장 등을 면담하였다. 이후 보건부 소관 세출예산 경기도 담당 재무관, 1953년 초 상공부 특허국 심사관 등을 거쳐 1960년 공무원에서 퇴직하였다. 퇴직 일시는 기록이 사라져 알 수 없다.

### 경기도지사 재직과 퇴직
1960년 초 공직에서 물러나 한국운수(韓國運輸, 1962년 1월 대한통운에 합병됨)의 주주가 되고, 그해 5월에는 한국운수 주주의 한 사람이었다. 1960년 6월 4일 한국운수주식회사 주주총회에서 취체역에 선출되고, 같은 6월 한국운수 중역, 한국운수 상무로 선출되었다. 1960년 10월 7일에 장면내각에 의해 경기도지사에 임명되었다. 당시 대통령이 그의 친형인 윤보선이었다. 그러나 지방자치단체장이 관선에서 민선(民選)으로 바뀌면서 12월 28일에 경기도지사를 퇴임하였다.
1960년 8월 각 시도지사가 관선에서 민선으로 바뀌면서 바로 신민당에 입당, 그해 11월 광역자치단체장 선거에 신민당 공천으로 경기도지사 후보로 입후보하여 확정, 기호 7번으로 선거에 출마했으나 낙선했다.
1960년의 3.15 부정 선거 관련자로 지목된 내무부 지방국장 출신 최병환에게 사형이 구형되자, 1961년 3월 3일 이태용(민주당), 양일동(신민당), 김의택(신민), 이해익 등 9명과 함께, 3.15 부정선거로 기소중이던 내무부 전 지방국장 최병환의 구명 탄원서를 제출하였다. 탄원은 받아들여져 특재 최종 재판에서 최병환은 징역 5년으로 감형되었다.

### 생애 후반
1961년 5월 16일 5.16 군사 정변 이후, 군정에서 정치정화법(1962년 3월 공포)을 실시할 때 정치정화법 대상자로 선정되었다. 1962년 4월 1일 정당 사회단체의 중앙조직 부장 및 중앙위원급 이상과 도의 정부 책임자 334명을 정치정화법 심사대상자로 선정할 때 한 사람으로 선정되었다. 1963년 2월 28일 정치정화법 대상자에서 해제되었다.
1971년 12월 16일 오전 6시 30분, 서울특별시 영등포구 상도1동 111번지 자택에서 사망했다. 12월 18일 서울 영등포구 상도1동 111-17번지, 숭실대학교 근처에서 발인하여 경기도 평택군 팽성면 객사리 선영으로 운구되었다. 평택 팽성읍 객사리에는 조부 윤영렬 내외의 묘소가 인근에 자리잡고 있었다.

### 사후
경기도 평택군 팽성면 객사리(현 평택시 팽성읍 객사리) 선영 근처에 안장되었다. 묘소 근처에는 카이스트 출신 공학자 윤창구 등의 묘소도 조성되었다. 후일 그와 그의 가족묘는 다른 곳으로 이장되었다.

## 학력
- 재동보통학교 졸업
- 도쿄도립원예고등학교 졸업
- 도쿄농과대학(도쿄 대학 농과) 졸업

## 역대 선거 결과
| 실시년도 | 선거      | 대수 | 직책   | 선거구 | 정당   | 득표수 | 득표율      | 순위 | 당락 | 비고     |
| -------- | --------- | ---- | ------ | ------ | ------ | ------ | ----------- | ---- | ---- | -------- |
| 1960년   | 지방 선거 | 9대  | 도지사 | 경기도 | 신민당 |        | \| \| 0% \| | 2위  | 낙선 | 민선 1기 |
|          | 0%        |      |        |        |        |        |             |      |      |          |

## 기타
- 1934년 12월 20일 헌의대원왕 이하응의 장손이자 고종의 조카 이준용의 서녀 이진완과 결혼했다.
- 윤치호 가문은 양반 가문이고 충청남도 아산군 음봉면, 둔포면과 천안군에 막대한 토지를 소유한 가문이었다. 그런데 윤치호는 1934년 12월 6일 일기에서 황족 이진완을 가리켜 공주(Princess Yi Jin Won)라 칭하고, 그녀는 좋은 아내가 되겠지만 다루기 힘든 며느리감이라 평하였다.
- 그의 일가는 충청남도 아산군 둔포면 신항리 출신이었으나, 그는 서울특별시에서 태어났다. 1960년의 조선일보에 발표한 각 신임 시도지사 이력서에 그는 자신을 서울 출신이라 밝혔다.[29]

## 가족 관계
어머니 이범숙은 세종대왕의 4남 광평대군 여의 후손이었다.
- 할아버지: 윤영렬(尹英烈, 1854년 - 1939년)
- 할머니: 한진숙(韓鎭淑, 1851년 - 1938년)
  - 백부: 윤치오(尹致旿, 호는 동암, 1869년 - 1950년)
  - 숙부: 윤치성(尹致晟, 호는 악연, 1875년 - 1936년)
  - 숙부: 윤치병(尹致昞, 1880년 - 1940년)
  - 숙부: 윤치명(尹致明, 호는 남강, 1885년 - 1944년)
  - 고모: 윤활란(尹活蘭,1884년~1969년)
  - 고모: 윤노덕(尹老德, 1889년 - 1979년)
  - 숙부: 윤치영(尹致暎, 호는 동산, 1898년 - 1996년)
- 아버지: 윤치소(尹致昭, 호는 동야(東野), 1871년 8월 25일 ~ 1944년 2월 20일)
- 어머니: 이범숙 (李範淑, 호는 명사(明師), 본관은 전주, 1876년 10월 15일 ~ 1969년 6월 18일)
  - 형: 前 대통령 윤보선(尹普善, 1897년 8월 26일 - 1990년 7월 18일)
  - 형수: 前 영부인 공덕귀(孔德貴, 1911년 - 1997년
    - 조카: 윤상구

  - 형: 윤완선(1901년 2월 18일 - 1970년 5월 23일
  - 형수: 이순정(1907년 2월 29일 - 1979년 7월 20일), 대한제국 학부대신 이용직의 딸, 의정부영의정 충정공 조병세의 외손녀
    - 조카: 윤연경, 이화여자대학교 음대 교수, 학장 역임

  - 동생: 윤한선(尹漢善, 1912년 8월 21일 - 1972년 10월 14일)
  - 제수: 김정현(1918년 6월 10일 - 2007년 8월 21일)
  - 동생: 윤형선(1917년 4월 2일 - 1987년 10월 31일)
  - 여동생: 윤계경
  - 매부 : 이재녕
  - 여동생: 윤예경
  - 여동생: 윤의경
  - 부인: 이진완(李辰琬, 1916년 5월 18일 - 1997년 10월 7일, 영선군 이준용의 서녀[30], 흥선대원군 증손녀)
    - 장남: 윤응구(1938년 5월 - , 치과의사)
    - 차남: 윤덕구(1939년 9월 - , 건축설비 회사 대표 역임)
    - 장녀: 윤경자(尹敬子, 1943년 - , 피아니스트)
    - 차녀: 윤유명(1947년 2월 - , 피아니스트)
    - 큰사위: 배재호 (1939년 - , 재미 쉐브론 이사 역임)
    - 작은사위: 함지호 (1944년 - , 재미 의사)
- 장인:영선군 이준용(永宣君 李埈鏞, 1870년 7월 23일 - 1917년 3월 22일)
- 장모: 전순혁(全順爀, 1881년 - ?), 이진완의 생모
- 장모: 풍산홍씨(豊山洪氏), 장인 이준용의 첫 부인그
- 장모: 광산김씨(光山金氏), 장인 이준용의 둘째 부인
  - 양 처남: 이우(李鍝, 1912년 11월 15일 ~ 1945년 8월 7일), 이준용의 사촌 의친왕 이강의 차남을 입양
  - 양 처남댁: 박찬주朴贊珠, 1914년 12월 11일 ~ 1995년 7월 13일), 금릉위 박영효의 서손녀
- 외종손: 남궁연, 가수
- 외할아버지 : 이재룡(李載龍, 다른 이름은 이봉하(李鳳夏), 중추원 의관 역임)
- 처조부: 흥친왕 이재면(興親王 李載冕, 1845년 - 1912년)
- 처증조부: 헌의대원왕(獻懿大院王, 1820년 - 1898년)
  - 처종조부: 고종황제(高宗皇帝)
    - 처당숙: 의친왕
    - 처당숙: 완친왕
    - 처당숙: 영친왕
    - 처당고모 : 덕혜옹주

- 사돈 : 남궁억(南宮檍, 1863년 12월 27일 ~ 1939년 4월 5일) - 6촌 형 윤광선의 장인
- 사돈 : 민영철(閔泳喆, 1864년 ~ 1912년) - 큰아버지 윤치오의 딸인 사촌누나 윤시선의 시아버지이자 형 윤보선 前 대통령의 장인, 민영환의 6촌 동생
- 사돈 : 현진건(玄鎭健, 1900년 8월 9일 ~ 1943년 4월 25일) - 8촌매부 현정건의 동생이며, 큰아버지 윤치오의 후처 현송자의 6촌 동생
- 사돈 : 손정도(孫貞道, 1872년 7월 26일 ~ 1931년 2월 19일) - 당숙 윤치창의 장인
- 사돈 : 손원일(孫元一 , 1909년 5월 5일 ~ 1980년 2월 15일) - 당숙 윤치창의 처남

## 기타
당초 그의 결혼식은 박영효가 주례를 보기로 하였으나, 박영효가 불참하여 김우현(金禹鉉) 목사가 주례로 바뀌었다. 윤원선의 5촌아저씨 윤치호에 의하면 그의 아버지 윤치소와 삼촌 윤치오 등이 박영효의 허락을 받지 않고 청첩장에 박영효의 이름을 넣었다고 했다.

## 같이 보기
- 윤보선
- 윤치소
- 윤영렬
- 이준용
- 이우
- 흥선대원군
- 윤치왕
- 윤치창
- 윤인구
- 김두만
- 남궁연

## 참고 자료
- 각 도지사 임명 대한뉴스 1960년 10월 8일자 방송분
- 해평윤씨 홈페이지
- 경기도 홈페이지(역대 경기도지사)
- 이방자, 《세월이여 왕조여:이방자회고록》 (정음사, 1985)
- 이방자, 《나는 대한제국 마지막 황태자비 이 마사코입니다》 (강용자 , 김정희 엮음, 지식공작소, 2013)